# Dancing on the Edge
Dancing on the Edge est une série télévisée britannique en six parties de 60 minutes écrite et réalisée par Stephen Poliakoff, diffusée du 4 février 2013 au 10 mars 2013 sur BBC Two.
En France, elle a été diffusée à partir du 30 août 2013 sur OCS Novo / OCS City et France Ô. Elle reste inédite dans les autres pays francophones.

## Synopsis
La série suit les expériences d'un orchestre de jazz composé de musiciens noirs, à Londres, dans les années 1930. Ces musiciens talentueux, gérés par le compatissant mais colérique Wesley Holt, obtiennent un concert à l'Hôtel Impérial, avec l'aide de l'habile Stanley Mitchell, un journaliste. Leur spectacle se révèle être un succès : d'innombrables aristocrates, certains membres de la famille royale, emploient le groupe afin que les musiciens jouent lors de leurs fêtes. Les médias se précipitent également pour interviewer et photographier la bande, mais aussi certains hommes d'affaires tel que l'ambitieux américain Walter Masterson et son employé Julian. Cependant, une tragédie frappera les membres du groupe, déclenchant une série d'événements pouvant ruiner leur carrière...

## Distribution
- Chiwetel Ejiofor (VFB : Mathieu Moreau) : Louis Lester
- Matthew Goode (VFB : Alexandre Crépet) : Stanley Mitchell
- Angel Coulby : Jessie
- Jacqueline Bisset : Lady Lavinia Cremone
- Anthony Stewart Head : Arthur Donaldson
- John Goodman : Walter Masterson
- Tom Hughes (VFB : Maxime Van Santfoort) : Julian Luscombe
- Wunmi Mosaku : Carla
- Joanna Vanderham (VFB : Éléonore Meeus) : Pamela Luscombe
- Ariyon Bakare : Wesley Holt
- Jenna Coleman : Rosie
- Janet Montgomery : Sarah
- Allan Corduner : Mr Wa
- Laura Haddock : Josephine / Sarah
- David Dawson : Inspecteur Horton
- Jack Donnelly : Leopold

## Diffusion
| Pays       | Chaîne   | Première diffusion | Créneau horaire  |
| ---------- | -------- | ------------------ | ---------------- |
| Grèce      | ERT2     | 1er mars 2013      | Vendredi à 22h05 |
| États-Unis | Starz    | 19 octobre 2013    | Samedi à 22 h    |
| Suède      | SVT1     | 4 janvier 2014     | Samedi à 22h00   |
| Islande    | RUV      | 11 mai 2014        | Dimanche à 21h00 |
| Finlande   | YLE TV1  | 24 juin 2014       | Mardi à 21h00    |
| Mexique    | Canal 22 | 27 juillet 2014    | Dimanche à 21h00 |
| France     | France Ô | 7 novembre 2014    | Vendredi à 20h45 |

## Distinctions

### Récompenses
- Satellite Awards 2014 : Meilleure mini-série ou meilleur téléfilm
- Golden Globe Awards 2014 : Golden Globe de la meilleure actrice dans un second rôle dans une série, une mini-série ou un téléfilm (Jacqueline Bisset)
- Black Reel Awards 2014 : Meilleur acteur dans une série télévisée (Chiwetel Ejiofor)
- Broadcasting Press Guild 2014 : Meilleur acteur (Chiwetel Ejiofor)

### Nominations
- Satellite Awards 2014 : Meilleur acteur dans une mini-série ou un téléfilm (Matthew Goode et Chiwetel Ejiofor)
- Golden Globe Awards 2014 : Meilleure mini-série ou meilleur téléfilm[2]
- Golden Globe Awards 2014 : Meilleur acteur dans une mini-série ou un téléfilm (Chiwetel Ejiofor)
- NAACP Image Awards 2014 : Meilleur acteur dans une mini-série ou un téléfilm (Chiwetel Ejiofor)